# Sauvagesia vellozii
Sauvagesia vellozii är en tvåhjärtbladig växtart som först beskrevs av Vellozo och A. St.-hil., och fick sitt nu gällande namn av C. Sastre. Sauvagesia vellozii ingår i släktet Sauvagesia och familjen Ochnaceae. Inga underarter finns listade i Catalogue of Life.